# Tazzjana
Tazzjana (auch in der Umschriftvariante Tatsiana) ist ein weiblicher Vorname.

## Herkunft und Bedeutung
Tazzjana / Tatsiana (Таццяна) ist die im Belarussischen gebräuchliche Variante des vor allem in Russland verbreiteten Vornamens Tatjana (Татьяна), für weitere Informationen siehe dort.

## Bekannte Namensträgerinnen
- Tazzjana Bojka (* 1955), belarussische Hochspringerin und Verfassungsrichterin
- Tazzjana Chaladowitsch (* 1991), belarussische Speerwerferin und Europameisterin
- Tazzjana Hramyka (* 1986), belarussische Gewichtheberin
- Tazzjana Kapschaj (* 1988), belarussische Tennisspielerin
- Tazzjana Karatkewitsch (* 1977), belarussische Politikerin und Psychologin
- Tazzjana Korsch (* 1993), belarussische Speerwerferin
- Tatsiana Kostromina (* 1973), belarussische Tischtennisspielerin
- Tazzjana Ljadouskaja (* 1966), sowjetisch-belarussische Kurzstreckenläuferin, Europa- und Weltmeisterin sowie Olympiasiegerin
- Tazzjana Pjatrenka-Samussenka (1938–2000), sowjetisch-belarussische Florettfechterin, Weltmeisterin sowie Olympiasiegerin
- Tazzjana Putschak (* 1979), belarussische Tennisspielerin
- Tazzjana Scharakowa (* 1984), belarussische Radrennfahrerin, Europa- und Weltmeisterin
- Tazzjana Scheutschyk (* 1969), belarussische Hochspringerin
- Tazzjana Schyntar (* 1983), belarussische Biathletin
- Tazzjana Tkatschowa (* 1988 oder 1989), belarussische Dokumentarfotografin
- Tazzjana Uwarawa (* 1985), belarussische Tennisspielerin
- Tazzjana Woollaston (* 1986), belarussische Snooker-Schiedsrichterin